# William Lowther (1er comte de Lonsdale)
William Lowther, 1er comte de Lonsdale (29 décembre 1757 - 19 mars 1844) est un homme politique conservateur britannique.

## Biographie
Il est le fils de William Lowther (1er baronnet) de Little Preston et Swillington et de sa femme Anne Zouch. Il fait ses études à Westminster et au Trinity College, à Cambridge.
Il est brièvement député d'Appleby en 1780, de Carlisle de 1780 à 1784 et de Cumberland de 1784 à 1790. En 1796, il est réélu député de Rutland jusqu'en 1802. Cette année-là, il hérite du titre de Comte de Lonsdale de son cousin James Lowther (1er comte de Lonsdale) de la première création, ainsi que de ses immenses domaines. Il est également nommé Lord Lieutenant du Cumberland et de Westmorland. En 1807, il est lui-même créé comte de Lonsdale et nommé chevalier de la jarretière.

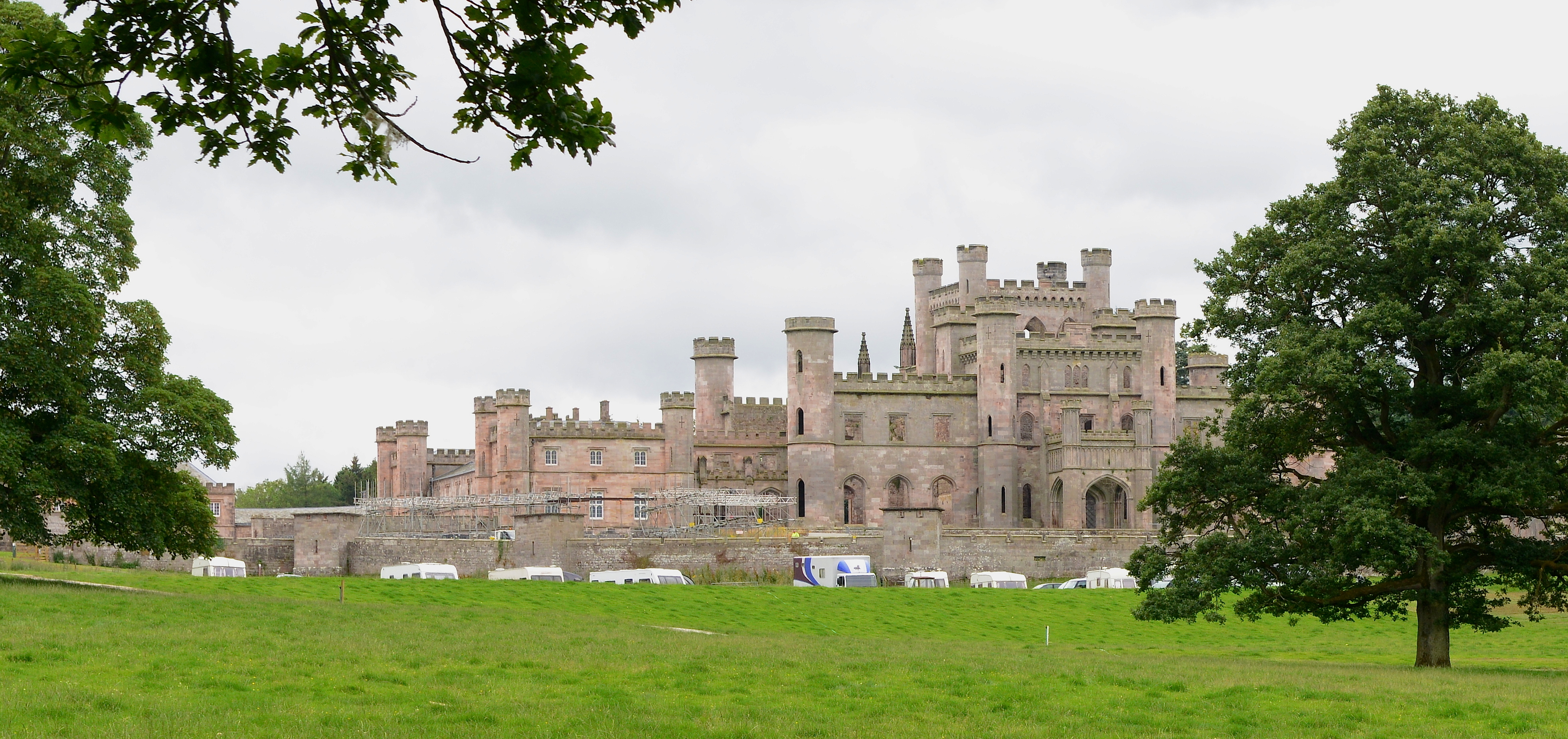
Lowther Castle

Magnat du charbon, il dépense 200 000 £ dans le domaine de Lowther et construit un nouveau château. Tory en politique, il semble avoir été tolérant et protège plusieurs peintres et auteurs, dont William Wordsworth. Il est décédé à York House, Twickenham en 1844. Il est passionné de Chasse au renard, et est maître du Cottesmore Hunt de 1788 à 1802 et de 1806 à 1842.

## Famille
Lord Lonsdale épouse Augusta Fane (décédée en 1838), fille de John Fane (9e comte de Westmorland), le 12 juillet 1781. Ils ont six enfants:
- William Lowther (2e comte de Lonsdale) (1787-1872)
- Henry Lowther (homme politique) (1790-1867)
- Elizabeth Lowther (décédée le 12 février 1869), célibataire
- Mary Lowther (1785 - 21 octobre 1863), mariée le 16 septembre 1820 à Frederick Cavendish-Bentinck (décédé en 1828), fils de William Cavendish-Bentinck (3e duc de Portland). Lady Mary est une artiste amateur, formée par Joseph Faringdon et Peter De Wint[6].
- Anne Lowther (décédée le 8 novembre 1863), mariée le 20 janvier 1817 à John Beckett (2e baronnet)
- Grace Caroline Lowther (décédée le 1er novembre 1883), mariée le 3 juillet 1815 à William Vane (3e duc de Cleveland)